# Ebonyi
Ebonyi is een Nigeriaanse staat. De hoofdstad is Abakaliki, de staat heeft 1.800.588 inwoners (2007) en een oppervlakte van 5670 km².

## Lokale bestuurseenheden
Er zijn dertien lokale bestuurseenheden (Local Government Areas of LGA's). Elk LGA wordt bestuurd door een gekozen raad met aan het hoofd een democratisch gekozen voorzitter.
De lokale bestuurseenheden zijn:
| - Abakaliki - Afikpo-North - Afikpo-South - Ebonyi - Ezza-North - Ezza-South - Ikwo |  | - Ishielu - Ivo - Izzi - Ohaozara - Ohaukwu - Onicha |

Abia · Adamawa · Akwa Ibom · Anambra · Bauchi · Bayelsa · Benue · Borno · Cross River · Delta · Ebonyi · Edo · Ekiti · Enugu · Gombe · Imo · Jigawa · Kaduna · Kano · Katsina · Kebbi · Kogi · Kwara · Lagos · Nassarawa · Niger · Ogun · Ondo · Osun · Oyo · Plateau · Rivers · Sokoto · Taraba · Yobe · Zamfara
Federaal district: Federal Capital Territory